# گاگیک میناسیان (سیاستمدار، زاده ۱۹۵۵)
گاگیک جانیکی میناسیان (ارمنی: Գագիկ Ջանիկի Մինասյան؛ زادهٔ ۷ ژانویهٔ ۱۹۵۵) یک  سیاستمدار اهل ارمنستان است که از تاریخ ۱۹۹۰ تا تاریخ ۱۹۹۵ سمت نمایندگی دوره اول شورای عالی جمهوری ارمنستان را برعهده داشت.

## زندگی‌نامه
در ۷ ژانویهٔ ۱۹۵۵ در ارمنستان به دنیا آمد . 